# Andreas Schminck
Andreas Schminck (* 1947 in Frankfurt am Main; † 15. Dezember 2015) war ein deutscher Rechtshistoriker. Sein Forschungsgebiet war die Geschichte des byzantinischen Rechts.

## Leben
Andreas Schminck studierte von 1966 bis 1970 Rechtswissenschaft an der Universität Frankfurt; 1971 legte er die erste juristische Staatsprüfung ab, 1974 die zweite juristische Staatsprüfung. Von 1974 bis 1989 war er Mitarbeiter eines DFG-Projekts zur byzantinischen Rechtsgeschichte unter Leitung von Dieter Simon. 1984 wurde er an der Universität Frankfurt zum Dr. iur. promoviert. Von 1990 bis zum Ruhestand 2012 war er wissenschaftlicher Mitarbeiter der Forschungsstelle Edition und Bearbeitung byzantinischer Rechtsquellen der Akademie der Wissenschaften zu Göttingen am Max-Planck-Institut für europäische Rechtsgeschichte in Frankfurt.

## Publikationen
- Studien zu mittelbyzantinischen Rechtsbüchern (= Forschungen zur byzantinischen Rechtsgeschichte 13). Frankfurt am Main 1986.
- Ausgewählte Schriften zur byzantinischen Rechtsgeschichte und Kulturgeschichte (= Forschungen zur byzantinischen Rechtsgeschichte 35). 2 Bände. Frankfurt am Main 2018